# Чертокулич
Чертокулич — населённый пункт в Чановском районе Новосибирской области. Входит в Щегловский сельсовет.

## География
Площадь населённого пункта — 3 гектара.

## Население
| 2002 | 2007 | 2010 |
| ---- | ---- | ---- |
| 8    | ↘0   | →0   |

## Инфраструктура
В населённом пункте по данным на 2007 год отсутствует социальная инфраструктура.